# Centro Diaz
Pour les articles homonymes, voir Diaz.
Le Centro Diaz est un bâtiment de Milan en Italie.

## Histoire
La construction du bâtiment est établie par le plan urbanistique relatif à l'accomplissement du côté sud de la piazza del Duomo datant de 1938. Plusieurs projets sont proposés, parmi lesquels le premier prévoit un bâtiment simple auquel un projet de 1951 ajoute une tour dans l'axe de la galleria Vittorio Emanuele II. Un concours privé de 1953 est gagné par le dessein de l'architecte Luigi Mattioni. Ce dernier doit pourtant réduire de 11 mètres la hauteur de la tour centrale pendant les étapes de révision du projet. Les travaux de construction du bâtiment sont achevés en 1957.

## Description
La tour du complexe a une hauteur de 65 mètres.